# Пйонтек-Мали-Кольонія
Пйонтек-Мали-Кольонія (пол. Piątek Mały-Kolonia) — село в Польщі, у гміні Ставішин Каліського повіту Великопольського воєводства.
У 1975-1998 роках село належало до Каліського воєводства.